# 데드 얼라이브
데드 얼라이브(Dead alive(북미판 제목)/Brain dead(뉴질랜드판 제목))는 피터 잭슨감독의 호러영화이다. 촬영은 말레이 밀른, 음악은 피터 더젠트가 맡았다.
1993년 어볼릭아트 국제 판타스틱 영화제에서 그랑프리를 수상한 코믹한 B급 스플래터 호러영화로 영화사상 최다량의 피를 사용한 영화로도 유명하다. 《고무 인간의 최후》에 이어서 이 작품에서도 초반부에 잠깐 출연하는 뉴질랜드 출신 피터 잭슨 감독은 이 영화로 일약 유명 인사가 되었다. 그 후 메이저 노선으로 갈아타서 《반지의 제왕》이나 《킹콩》으로 세계적 성공을 거두게 된다.

## 출연
- 티모시 발므 - 라이오넬
- 엘리자베스 무디 - 벨라(라이오넬의 어머니)
- 다이아나 페냘베르 - 파퀴타
- 이안 워튼킹 - 네스(삼촌)
- 브렌다 캔달 - 맥태비쉬(간호사)
- 스튜어트 데바니 - 맥그루더(신부)
- 제드 브로피 - 보이드(건달패)
- 피터 잭슨 - 데릭(장의사의 조수/밀렵꾼)

## 줄거리
1957년 뉴질랜드에 사는 어머니를 끔찍히 생각하는 주인공 라이오넬은 잡화점의 딸 파퀴타와 운명적인 만남을 갖는다. 친해진 두 사람은 데이트를 하러 동물원으로 갔는데 그것이 사건의 발단이었다.
그 동물원엔 해골섬(킹콩에 나오는 그 섬이다.)에서 밀렵꾼이 잡아온 수수께끼의 생물 수마트라 원숭이를 사육하고 있었다. 아들을 잠시도 떼놓을 수 없는 라이오넬의 어머니는 두 사람의 뒤를 쫓아 동물원으로 향하는데 사고로 수마트라 원숭이에게 물리고 말았다. 그 이후 어머니는 몸이 나빠졌으며 라이오넬의 헌신적인 간호에도 불구하고 볼 때마다 모습이 악화되어갈 뿐이다. 썩어서 떨어지는 피부를 원래대로 붙이려 노력을 하지만 어느 새 좀비가 되어있었다.
어쩔 수 없이 어머니를 지하실에 가두지만 간호사, 신부, 건달 등 관련된 자들도 계속 좀비가 되어갔다. 라이오넬은 어쩔 수 없이 지하실에 좀비들을 격리하고 생활하지만 좀비끼리 교배하여 좀비베이비까지 태어났다. 한편 좀비의 존재를 모르는 교활한 삼촌이 유산과 집을 빼앗고 성대한 파티를 열었다. 향연이 한창이던 중 지하실에 있던 좀비들이 풀려나면서 피범벅의 클라이막스로 치닫는다.

## 비고
- 클라이막스의 스플래터 장면에는 약 300리터의 가짜피가 쓰여졌다. 주재료는 메이플 시럽.
- 이 작품은 어볼릭아트 영화제 이외에도 카탈로니아 국제 판타스틱 영화제'92:특수효과상, 로마 국제 판타스틱 영화제'92:남우주연상, 특수효과상, 제1회 몬트리올 국제 판타스틱 영화제:감독상, 작곡상 등 많은 상을 받았다.
- 사진과 회상 장면에 등장하는 라이오넬의 아버지는 프로듀서인 짐 부스
- 《양들의 침묵》의 조나단 데미 감독은 "에너지틱하며 고도의 스토리텔링, 더욱이 정상을 벗어난 유머센스에 마음이 춤추는 듯했다." 라고 이 작품을 칭송했다.
- 90년대의 뉴질랜드는 이미 노면전차가 폐지되었으며 작품에 등장하는 노면전차는 모두 미니어쳐 모형의 합성영상이다. 이런 정교한 미니어쳐 기술은 《반지의 제왕》이후의 잭슨 감독의 작품에 이어졌다.
- 북미에선 "Brain Dead"라는 타이틀을 가진 영화가 이미 있었기에 "Dead Alive"로 개명되었다.
- 영화초반부의 뉴질랜드 국기와 엘리자베스 여왕의 초상, 또 종반에서 라이오넬이 여왕초상화를 뒤집어서 피가 튀지 않도록 하는 장면은 이 작품이 정부로부터 보조금을 받고 있었기 때문에 추가되었다.
- 뉴질랜드에선 동원 수 50만명 이상의 대흥행을 기록, 프랑스에서도 1주일간 한정상영에 7만명이 몰렸다.